# جورج جيلمان
جورج جيلمان (بالإنجليزية: George Gilman)‏ هو شخصية أعمال أمريكي، ولد في 1826 في ووترفيل في الولايات المتحدة، وتوفي في 3 مارس 1901 في بريدجبورت في الولايات المتحدة.